# Сатурнана (Пистоја)
Сатурнана је насеље у Италији у округу Пистоја, региону Тоскана.
Према процени из 2011. у насељу је живело 100 становника. Насеље се налази на надморској висини од 349 м.